# Aplidium meridianum
Aplidium meridianum is een zakpijpensoort uit de familie van de Polyclinidae. De wetenschappelijke naam van de soort is voor het eerst geldig gepubliceerd in 1906 door Sluiter.